# Солодилов Микола Федотович
Мико́ла Федо́тович Солоди́лов (20 квітня 1924 — 17 січня 1983) — радянський військовик, в роки Другої світової війни — старший телефоніст взводу управління 1844-го винищувально-протитанкового артилерійського полку 30-ї окремої винищувально-протитанкової артилерійської бригади РГК 7-ї гвардійської армії, рядовий. Герой Радянського Союзу (1943).

## Життєпис
Народився 20 квітня 1924 року в селі Уди, нині Золочівського району Харківської області, в селянській родині. Росіянин. Здобув неповну середню освіту. працював трактористом Золочівської МТС.
До лав РСЧА призваний Золочівським РВК у 1942 році. Учасник німецько-радянської війни з липня 1943 року. Воював на Степовому та 2-му Українському фронтах.
Особливо червоноармієць М. Ф. Солодилов відзначився під час битви за Дніпро. 27 вересня 1943 року, виконуючи бойове завдання командування по наведенню зв'язку з лівого берега Дніпра на правий беріг поблизу села Бородаївка Верхньодніпровського району Дніпропетровської області, він на самотужки обладнаному для переправи покинутому човні виконав поставлене завдання в установлений термін (за 40 хвилин). Це дало змогу командуванню полка керувати артилерійськими батареями по відбиттю атак супротивника і визволенню села Бородаївка. У подальших боях на правому березі Дніпра рядовий М. Ф. Солодилов під щільним вогнем супротивника забезпечував безперебійний дротовий зв'язок командування полка з артилерійськими батареями. Лише за час з 29 вересня по 17 жовтня 1943 року виявив і усунув близько 300 поривів лінії зв'язку.
Після закінчення війни був демобілізований. Мешкав у місті Слов'янську Донецької області, працював помічником машиніста електровоза на залізниці.
Трагічно загинув 17 січня 1983 року.

## Нагороди
Указом Президії Верховної Ради СРСР від 26 жовтня 1943 року «за успішне форсування річки Дніпро, міцне закріплення і розширення плацдарму на західному березі річки Дніпро та виявлені при цьому відвагу і героїзм», червоноармійцеві Солодилову Миколі Федотовичу присвоєне звання Героя Радянського Союзу з врученням ордена Леніна і медалі «Золота Зірка» (№ 5382).
Також нагороджений медалями, у тому числі «За відвагу» (07.08.1943).

## Вшанування пам'яті
На будівлі школи в селі Уди Золочівського району Харківської області, в якій навчався М. Ф. Солодилов, встановлена меморіальна дошка.